# Ángela Moreno de Farro
Ángela Moreno de Farro (1824 - ?) va ser una actriu i cantant d'òpera i sarsuela espanyola.
Va néixer el 1824, però es desconeix el lloc de naixement. Va ser filla de la cantant d'òpera Benita Moreno, destacada per ser de les primeres a cantar les obres de Rossini a Espanya, i distingida amb la seva germana Francisca pel rei Ferran VII. Era neta Francisco Javier Moreno, primer violí de cambra de l'infant Gabriel de Borbó. En l'àmbit personal, va contraure matrimoni amb l'empresari operístic José Farro.
Va rebre la seva formació musical a Itàlia. Va sortir a escena per primera vegada el 13 de desembre de 1842 al Teatre de la Cruz de Madrid. Durant les dècades de 1840 i 1850, va ser membre de les companyies de diversos teatres, com el Teatre del Campillo de Granada (1843-1844, 1847-1848, 1856-1857), del Teatre del Circo de Madrid (1844-1845, 1850-1852), el darrer incorporada per mediació de la seva germana Luisa Santamaría. Encara que pràcticament sempre apareix com a contralto, només l'estiu de 1847 va interpretar el paper de Griselda a Ernani, destinat sempre a sopranos, i a partir de la dècada de 1850, que s'incorpora al moviment de sarsuela, actua sempre com a soprano. Hom afirma que era una de les actrius més aplaudides i que tenia una veu excel·lent.
En algun moment es trasllada a Cuba, on actua al Teatre Tacón de L'Havana, on es va estrenar l'himne gallec. El 1856 va tornar a actuar a Granada, on va despertar molt d'interès per part del públic, i el 1857-1858 va formar part de la companyia formada per l'empresari Ramón Carsi, juntament amb la seva germana i altres destacats actors. Es desconeixen la data i lloc de mort, i només Baltasar Saldoni la cita al seu diccionari com a cantant de teatre el 1859.